# Zeno Colò
Zeno Colò (n. 30 iunie 1920, Abetone, Toscana, Italia – d. 12 mai 1993, San Marcello Pistoiese, Toscana, Italia) a fost un schior alpin ce a reprezentat Italia, medaliat olimpic. A participat la o ediție a Jocurilor Olimpice (1952) în care a câștigat o medalie de aur.

## Participări
Lista de mai jos prezintă principalele competiții la care a participat Zeno Colò de-a lungul carierei.
- Alpint under Vinter-OL 1952 – Utfor menn[*]